# オトー郡
座標: 北緯40度39分 西経96度08分 / 北緯40.65度 西経96.14度
オトー郡（英: Otoe County）は、アメリカ合衆国のネブラスカ州にある郡。2000年時点の人口は15,396人で、郡庁所在地はネブラスカシティ (Nebraska City)。
ネブラスカ州のナンバープレートで、オトー郡の車両は最初の数字が11になっている。これは1922年にナンバープレートの制度を確立した際、オトー郡の車両登録台数が州内の郡のなかで11番目に多かったからである。

## 歴史
オトー郡は1854年に組織され、この地で代々暮らしを営んできたインディアンの名にちなんで名付けられた。

## 地理
アメリカ合衆国国勢調査局によると、この郡は総面積1,603 km2 (619 mi2) である。このうち1,595 km2 (616 mi2)が陸地で、9 km2 (3 mi2) が海や湖などの水地域である。総面積のうち0.55%が水地域となっている。
オトー郡のミズーリ川に沿うように引かれている東側の境界付近は、肥沃な丘陵地域が広がる一大農業地帯になっている。トウモロコシ、大豆、ミロ（モロコシの実）、小麦などの農作物が、数箇所あるリンゴ農園に隣接して作付けされている。畜産では主に肉牛が飼われていて、地元で生産される穀物が彼らにとって最高の飼料になっている。オトーという郡名はインディアンのワコタ族に由来するもので、彼らは現在のオトー郡のミズーリ川沿いで暮らしていた。オトーとはそのワコタ族の別称で、「喜ぶ男女」という意味がある。

### 隣接する郡
- カス郡（北）
- フレモント郡 (アイオワ州)（東）
- アッチソン郡 (ミズーリ州)（南東）
- ネマハ郡（南）
- ジョンソン郡（南）
- ゲージ郡（南西）
- ランカスター郡（西）

## 人口動静

2000年の時点での郡の人口ピラミッド

2000年の国勢調査によると、オトー郡には15,396人、6,060世帯、及び4,229家族が暮らしている。人口密度は10/km2 (25/mi2) で、4/km2 (11/mi2) の平均的な密度に6,567軒の住居が建っている。この郡の人種の構成は白人97.42%、黒人（アフリカ系アメリカ人）0.29%、先住民0.22%、アジア系0.25%、太平洋諸島系0.03%、その他の人種1.14%、及び混血0.65%で、2.45%の人々がヒスパニックまたはラテン系である。
オトー郡に住む6,060世帯のうち、32.50%は18歳未満の子どもと暮らしており、59.70%は夫婦で生活している。7.20%は未婚の女性が世帯主であり、30.20%は家族以外の住人と同居している。26.40%は独居で、全世帯の14.10%は65歳以上の独居老人世帯である。1世帯あたりの平均人数は2.48人であり、家庭の場合は3.01人である。
郡の住民は26.30%が18歳未満の子どもで、18歳以上24歳以下が6.40%、25歳以上44歳以下が26.10%、45歳以上64歳以下が22.80%、および65歳以上が18.30%となっている。平均年齢は40歳である。女性100人に対して男性は96.20人いて、18歳以上の女性100人に対しては男性は91.80人いる。
郡の世帯ごとの平均収入は37,302米ドルで、家族ごとでは45,295米ドルである。男性の30,682米ドルに対して女性は21,520米ドルの平均的な収入がある。この郡の一人当たりの収入 (per capita income) は17,752米ドルである。総人口の8.10%、家族の5.90%は貧困線以下である。18歳未満の子どもの9.30%及び65歳以上の7.70%は貧困線以下の生活を送っている。

## 都市および村
- バー (en:Burr, Nebraska)
- ダグラス (en:Douglas, Nebraska)
- ダンバー (en:Dunbar, Nebraska)
- ロートン (en:Lorton, Nebraska)
- ネブラスカシティ
- オトー (en:Otoe, Nebraska)
- パルマイラ (en:Palmyra, Nebraska)
- シラキュース (en:Syracuse, Nebraska)
- タルマージ (en:Talmage, Nebraska)
- ユナディラ (en:Unadilla, Nebraska)